# ويليام ماكنزي موريسون
ويليام ماكنزي موريسون (بالإنجليزية: William McKenzie Morrison) هو مصور أمريكي، ولد في 23 مارس 1857 في ديترويت في الولايات المتحدة، وتوفي في 24 مارس 1921 في شيكاغو في الولايات المتحدة.